# Eiskunstlauf-Weltmeisterschaften 1928
Die 26. Eiskunstlauf-Weltmeisterschaften fanden für die Damen- und Paarkonkurrenz am 5. und 6. März 1928 in London (Vereinigtes Königreich) und für die Herrenkonkurrenz am 25. und 26. Februar 1928 in Berlin (Deutschland) statt.
Willy Böckl gewann seinen vierten und letzten Weltmeistertitel.

## Ergebnisse

### Herren
| Platz | Sportler          | Land                   |
| ----- | ----------------- | ---------------------- |
| 1     | Willy Böckl       | Österreich             |
| 2     | Karl Schäfer      | Österreich             |
| 3     | Hugo Distler      | Österreich             |
| 4     | John Page         | Vereinigtes Königreich |
| 5     | Roger Turner      | Vereinigte Staaten     |
| 6     | Ludwig Wrede      | Österreich             |
| 7     | Montgomery Wilson | Kanada                 |
| 8     | Paul Franke       | Deutsches Reich        |
| 9     | Jack Eastwood     | Kanada                 |
| 10    | Nathaniel Niles   | Vereinigte Staaten     |

Punktrichter waren:
- K. M. Beaumont  Vereinigtes Königreich
- Harald Rooth  Schweden
- Otto Maly  Tschechoslowakei
- Ludwig Fänner  Österreich
- Otto Schöning  Deutsches Reich

### Damen
| Platz | Sportlerin       | Land                   |
| ----- | ---------------- | ---------------------- |
| 1     | Sonja Henie      | Norwegen               |
| 2     | Maribel Vinson   | Vereinigte Staaten     |
| 3     | Fritzi Burger    | Österreich             |
| 4     | Constance Wilson | Kanada                 |
| 5     | Melitta Brunner  | Österreich             |
| 6     | Kathleen Shaw    | Vereinigtes Königreich |

Punktrichter waren:
- Willy Böckl  Österreich
- B. Björjeson  Norwegen
- H. J. Clarke  Vereinigtes Königreich
- René Japiot  Frankreich
- Ulrich Salchow  Schweden

### Paare
| Platz | Sportler                          | Land                   |
| ----- | --------------------------------- | ---------------------- |
| 1     | Andrée Joly / Pierre Brunet       | Frankreich             |
| 2     | Lilly Scholz / Otto Kaiser        | Österreich             |
| 3     | Melitta Brunner / Ludwig Wrede    | Österreich             |
| 4     | Ethel Muckelt / John Page         | Vereinigtes Königreich |
| 5     | Beatrix Loughran / Sherwin Badger | Vereinigte Staaten     |
| 6     | Maud Smith / Jack Eastwood        | Kanada                 |
| 7     | Theresa Weld / Nathaniel Niles    | Vereinigte Staaten     |
| 8     | Kathleen Lovett / Proctor Burman  | Vereinigtes Königreich |

Punktrichter waren:
- Ulrich Salchow  Schweden
- Willy Böckl  Österreich
- B. Björjeson  Norwegen
- René Japiot  Frankreich
- H. Yglesias  Vereinigtes Königreich

## Medaillenspiegel
| Platz | Land               | Gold | Silber | Bronze | Gesamt |
| ----- | ------------------ | ---- | ------ | ------ | ------ |
| 1     | Österreich         | 1    | 2      | 3      | 6      |
| 2     | Frankreich         | 1    | –      | –      | 1      |
| 2     | Norwegen           | 1    | –      | –      | 1      |
| 4     | Vereinigte Staaten | –    | 1      | –      | 1      |